# Delphine Fix
Pour les articles homonymes, voir Fix.
Delphine-Éléonore Fix, née le 10 septembre 1831 à Fresnois-la-Montagne et morte en couches le 11 juin 1864 à Paris 8e, est une actrice française.

## Biographie
Elle est inhumée au cimetière de Montmartre (3e division). Sa sépulture est profanée en décembre 2012.

## Théâtre

### Carrière à la Comédie-Française
Entrée en 1849
Nommée 277e sociétaire en 1854
Départ en 1863

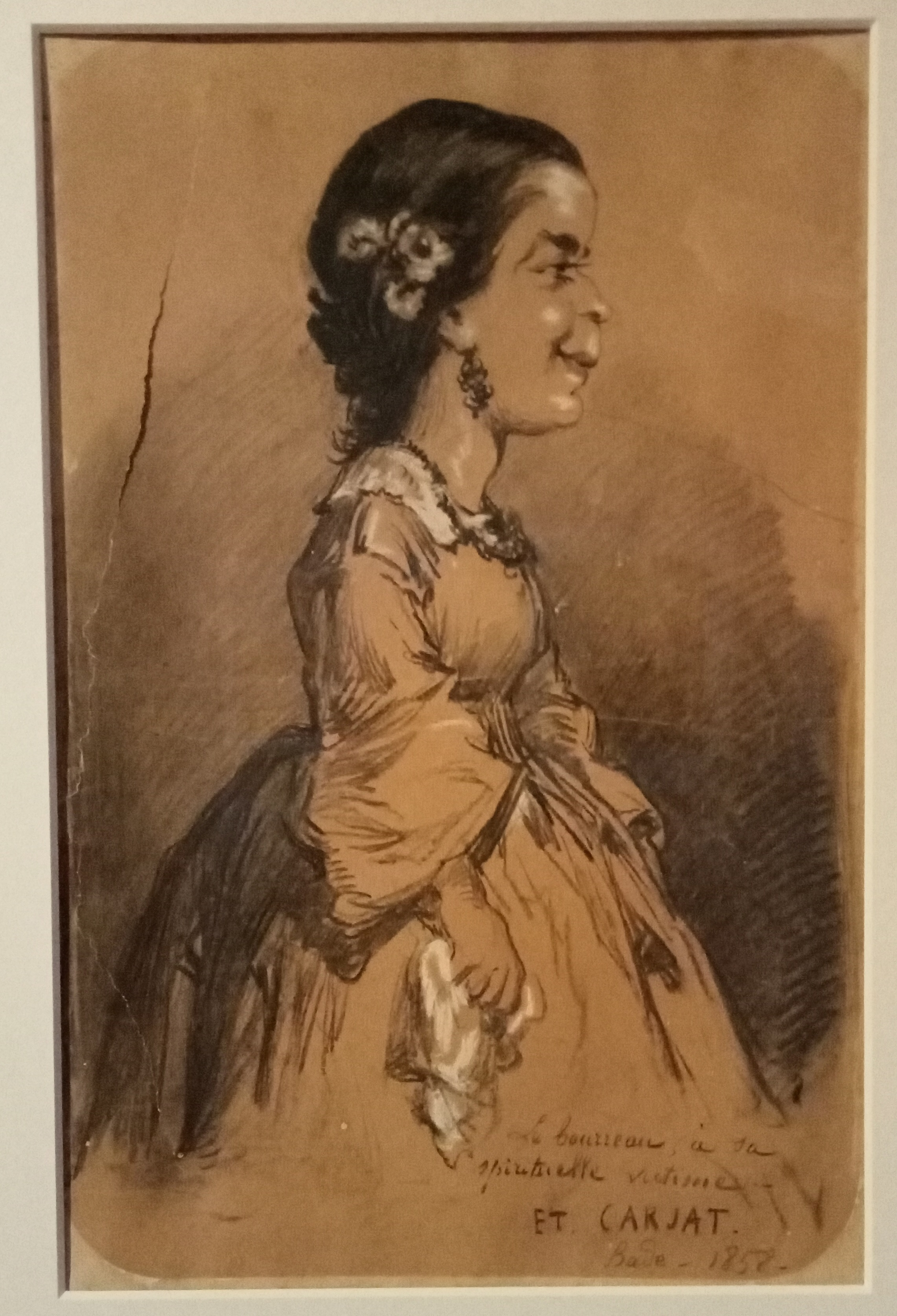
CARJAT Étienne, Delphine Fix, 1858, fusain et craie. Nemours, Château-Musée.

(source : Base documentaire La Grange sur le site de la Comédie-Française)
- 1850 : Le Misanthrope de Molière : Eliante
- 1850 : Un mariage sous la Régence de Léon Guillard : Béatrix
- 1850 : Les Contes de la reine de Navarre d'Eugène Scribe et Ernest Legouvé : Éléonore
- 1851 : Le Mariage de Figaro de Beaumarchais : Fanchette, puis Chérubin
- 1851 : Christian et Marguerite de Pol Mercier et Édouard Fournier : Mme d'Origny
- 1851 : Bataille de dames d'Eugène Scribe et Ernest Legouvé : Léonie
- 1851 : Le Baron de Lafleur ou les Derniers valets de Camille Doucet : Emma
- 1851 : Tartuffe de Molière : Mariane
- 1852 : Le Barbier de Séville de Beaumarchais : Rosine
- 1852 : Le Bonhomme Jadis d'Henry Murger : Jacqueline
- 1852 : Le Cœur et la dot de Félicien Mallefille : Adèle
- 1855 : L'Amour et son train d'Octave Lacroix : Dona Ines
- 1855 : La Joconde de Paul Foucher et Regnier : la marquise de Fontenac
- 1858 : Dom Juan ou le Festin de pierre de Molière : Charlotte
- 1862 : Le Bourgeois gentilhomme de Molière : Lucile